# Al-Mustandschid
Abu l-Muzaffar Yusuf ibn Muhammad al-Muqtafi l-Mustandschid bi-'llah (arabisch أبو المظفر يوسف بن محمد المقتفي المستنجد بالله, DMG Abū l-Muẓaffar Yūsuf b. Muḥammad al-Muqtafī l-Mustanǧid bi-'llāh; * 1124; † 20. Dezember 1170) war der 32. Kalif aus der Dynastie der Abbasiden (1160–1170).
Al-Mustandschid (I.) baute als Nachfolger seines Vaters al-Muqtafi (1136–1160) die Macht der Kalifen im Irak weiter aus. Vor allem wurden die letzten Beziehungen der Unterordnung unter die Seldschuken abgebrochen. Zum Nachfolger wurde al-Mustadī' (1170–1180) bestimmt.
| Vorgänger  | Amt                           | Nachfolger  |
| ---------- | ----------------------------- | ----------- |
| al-Muqtafi | Kalif der Abbasiden 1160–1170 | al-Mustadī' |

| Personendaten    | Personendaten |
| ---------------- | --- |
| NAME             | Mustandschid, al- |
| ALTERNATIVNAMEN  | Abu l-Muzaffar Yusuf ibn Muhammad al-Muqtafi l-Mustandschid bi-'llah; أبو المظفر يوسف بن محمد المقتفي المستنجد بالله (arabisch) |
| KURZBESCHREIBUNG | Abbasidenkalif (1160–1170) |
| GEBURTSDATUM     | 1124 |
| STERBEDATUM      | 20. Dezember 1170 |